# 3-idrossibenzoato 4-monoossigenasi
La 3-idrossibenzoato 4-monoossigenasi è un enzima appartenente alla classe delle ossidoreduttasi, che catalizza la seguente reazione:
3-idrossibenzoato + NADPH + H+ + O2 ⇄ 3,4-diidrossibenzoato + NADP+ + H2O
L'enzima è una flavoproteina (FAD). Agisce anche su un certo numero di analoghi al 3-idrossibenzoato, sostituiti nelle posizioni 2, 4, 5 e 6.